# Maximilian Jonsson
Maximiliam Jonsson est un joueur de handball suédois né le 12 octobre 1989. Il mesure 1,95 m et évolue au poste d'arrière droit dans l'équipe du Tremblay Handball.

## Clubs
Maximilian Jonsson parle sept langues différentes. En France, il a notamment joué à Nancy et Istres. Avec le club norvégien d'Arendal, il dispute en 2018 la Coupe Challenge. En septembre 2023, il signe pour une saison avec le Chambéry Savoie Mont Blanc Handball, en tant que joker médical après les blessures de Gustavo Rodrigues et Alexandre Tritta.
Non conservé par le club savoyard, il s'engage pour une saison avec le Tremblay Handball à compter de juillet 2024.